# イガロ
北緯42度27分32秒 東経18度30分44秒 / 北緯42.45889度 東経18.51222度
イガロ（セルビア語: Игало, Igalo）は、モンテネグロのヘルツェグ・ノヴィにある町。

## 概要

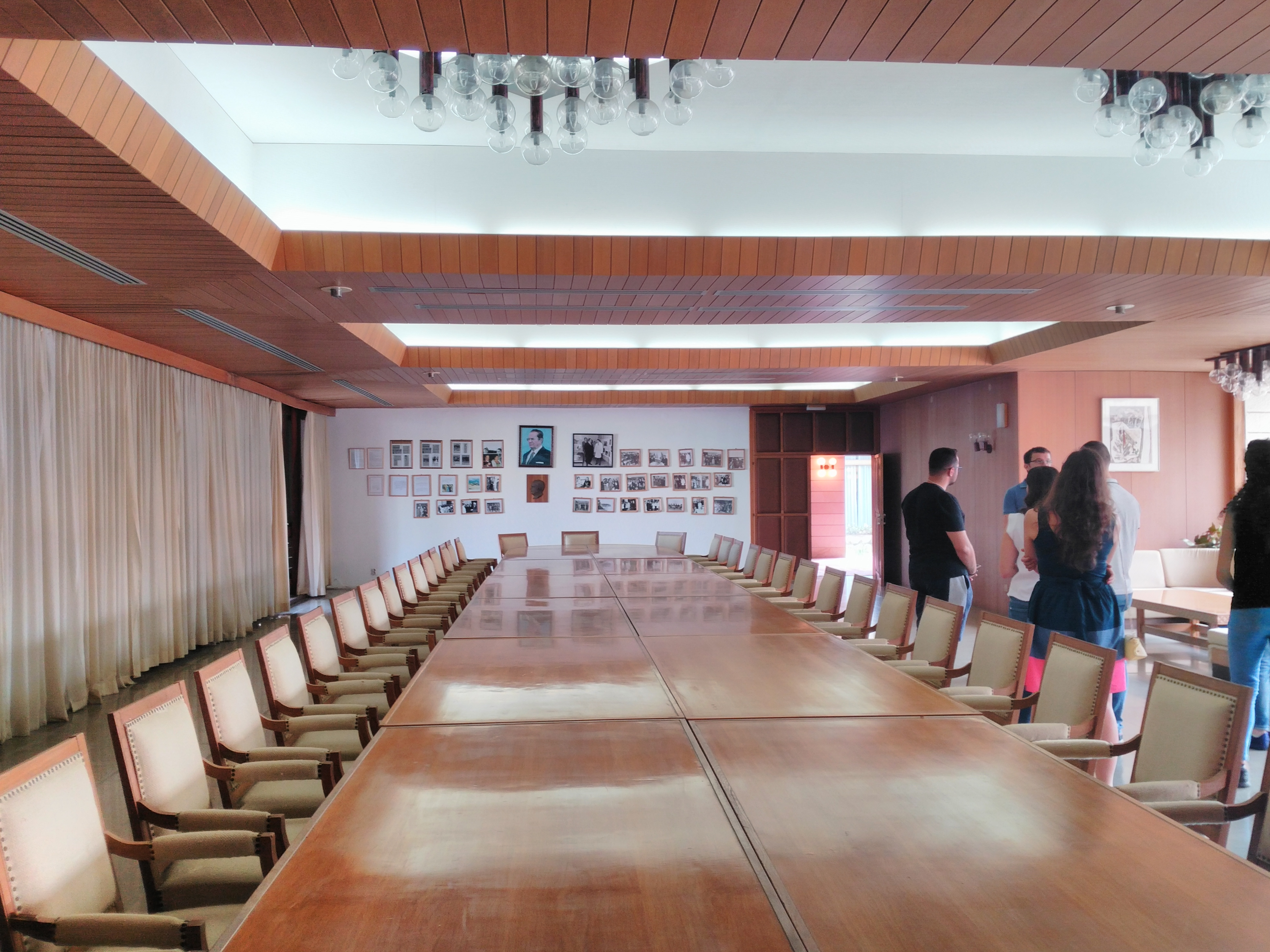
ヴィラ・ガレブ内部

オリェン山の東斜面に位置しており、かつては温泉で著名な観光地であったが、ユーゴスラビア紛争以降は知名度も失った。ユーゴスラビア時代にはヨシップ・ブロズ・チトーが別荘を有していた土地である。

## 人口
2011年の国勢調査では人口が3355人である。民族別は以下の通り。
| 民族           | 人口  | 割合  |
| -------------- | ----- | ----- |
| セルビア人     | 1,804 | 53.8% |
| モンテネグロ人 | 1,016 | 30.3% |
| クロアチア人   | 61    | 1.8%  |
| ロマ           | 29    | 0.9%  |
| マケドニア人   | 15    | 0.4%  |
| その他/不詳    | 430   | 12.8% |
| 計             | 3,355 | 100%  |

## スポーツ
サッカークラブのFKイガロ1929が町内のスタディオン・ソリラを本拠地に活動している。